# Jesper Carlsen (atlet)
 Der er flere personer med dette navn, se Jesper Carlsen.
Jesper Carlsen (født 1957) er en tidligere dansk atlet. Han var medlem af Herlev Atletik (1981-1983), Holte IF (1984-1987), Trongårdens IF (1988). Han tangerede den danske 100 meterrekord på 10,5 i 1981.

## Danske mesterskaber
- Bronze 1988 400 meter 48.41
- Guld 1987 400 meter 47.99
- Guld 1986 400 meter 47.69
- Bronze 1986 800 meter 1:50.16
- Guld 1985 400 meter 47.99
- Guld 1984 400 meter 47.47
- Guld 1983 400 meter 47.34
- Sølv 1982 400 meter 48.79
- Bronze 1982 200 meter 22.54
- Guld 1981 200 meter 21.71
- Sølv 1981 100 meter 10.74